# LG Hockey Games 2011
Die LG Hockey Games 2011 waren ein in Schweden und Russland stattfindendes Eishockeyturnier der Euro Hockey Tour, bei welchem sich die Nationalmannschaften Finnlands, Russlands, Tschechiens und Schwedens maßen. Die Spiele des Turniers wurden bis auf das Spiel zwischen Russland und Finnland, das in der Arena in Mytischtschi bei Moskau stattfand, vom 10. bis zum 13. Februar im Globen in Stockholm vor insgesamt 40.200 Zuschauern ausgetragen.

## Spiele
| 10. Februar 2011 20:00 Uhr (OZ) | Russland Alexander Kaljanin (17:01) Jewgeni Artjuchin (27:13) Alexander Kaljanin (35:36) Juri Trubatschow (49:56) Maxim Afinogenow (59:30) | 5:3 (1:1, 2:0, 2:2) | Finnland Tommi Santala (10:00) Jani Lajunen (54:23) Ossi Louhivaara (54:55) | Arena, Mytischtschi Zuschauer: 07.200 |

| 10. Februar 2011 19:30 Uhr (OZ) | Tschechien Petr Průcha (9:42) | 1:6 (1:2, 0:2, 0:2) | Schweden Niklas Persson (5:43) David Petrasek (18:22) Dick Axelsson (29:51) Mathias Tjärnqvist (35:20) Niklas Nordgren (40:13) Jonas Andersson (56:12) | Globen, Stockholm Zuschauer: 06.613 |

| 12. Februar 2011 12:00 Uhr (OZ) | Finnland Juhamatti Aaltonen (17:05) Juuso Puustinen (37:48) Teemu Laine (63.) | 3:2 n. V. (1:0, 1:1, 0:1, 1:0) | Tschechien Peter Jánský (22:54) Ondřej Němec (40:52) | Globen, Stockholm Zuschauer: 04.100 |

| 12. Februar 2011 16:00 Uhr (OZ) | Schweden Martin Thörnberg (2:04) Marcus Krüger (4:05) David Petrasek (6:45) Magnus Johansson (7:33) Dick Axelsson (40:18) Martin Thörnberg (48:50) | 6:2 (4:0, 0:0, 2:2) | Russland Jewgeni Kusnezow (45:27) Alexander Galimow (52:15) | Globen, Stockholm Zuschauer: 11.071 |

| 13. Februar 2011 12:00 Uhr (OZ) | Russland Maxim Rybin (7:02, 38:26) Alexander Galimow (45:06) Jewgeni Kusnezow (46:28) | 4:2 (1:1, 1:0, 2:1) | Tschechien Ondřej Němec (6:00) Tomáš Rolinek (55:51) | Globen, Stockholm Zuschauer: 01.857 |

| 13. Februar 2011 16:00 Uhr (OZ) | Schweden Jimmie Ericsson (27:57) Jan Sandström (57:56) Joakim Lindström (PS) | 3:2 n. P. (0:1, 1:0, 1:1, 0:0, 1:0) | Finnland Petri Kontiola (8:23) Lennart Petrell (41:46) | Globen, Stockholm Zuschauer: 09.359 |

## Abschlusstabelle
| RF | Team       | Spiele | S | OTS | SOS | SON | OTN | N | Tore  | Punkte |
| -- | ---------- | ------ | - | --- | --- | --- | --- | - | ----- | ------ |
| 1. | Schweden   | 3      | 2 | 0   | 1   | 0   | 0   | 0 | 15:05 | 8      |
| 2. | Russland   | 3      | 2 | 0   | 0   | 0   | 0   | 1 | 11:11 | 6      |
| 3. | Finnland   | 3      | 0 | 1   | 0   | 1   | 0   | 1 | 08:10 | 3      |
| 4. | Tschechien | 3      | 0 | 0   | 0   | 0   | 1   | 2 | 05:13 | 1      |

## Topscorer
| Spieler                     | Spiele | Tore | Assist | Punkte |
| --------------------------- | ------ | ---- | ------ | ------ |
| Dick Axelsson               | 3      | 2    | 4      | 6      |
| Magnus Johansson            | 3      | 1    | 4      | 5      |
| Martin Thörnberg            | 3      | 2    | 2      | 4      |
| Jonas Andersson             | 3      | 1    | 3      | 4      |
| Niklas Persson              | 3      | 1    | 3      | 4      |
| Jewgeni Kusnezow            | 3      | 2    | 1      | 3      |
| Gennadi Tschurilow          | 3      | 0    | 3      | 3      |
| Björn Melin                 | 3      | 0    | 3      | 3      |
| 17 Spieler mit zwei Punkten |        |      |        |        |

Sortiert nach Punkten, Toren, Vorlagen, Spielen, Penaltyminuten und ±-Verhältnis

## Auszeichnungen

### Beste Spieler
- Bester Torhüter:  Stefan Liv
- Bester Verteidiger:  Magnus Johansson
- Bester Stürmer:  Maxim Rybin

### All-Star-Team
| Tor:          | Stefan Liv                                    |
| Verteidigung: | Magnus Johansson – Mattias Ekholm             |
| Sturm:        | Dick Axelsson – Jonas Andersson – Maxim Rybin |